# Reshma Qureshi
Reshma Qureshi (Mumbai, 1996) és una model, vlogger i activista anti-àcid índia. Al seu país és la cara de Make Love Not Scars Arxivat 2019-08-04 a Wayback Machine. (Fes l'amor, no cicatrius), ONG dedicada a acabar amb els atacs amb àcid i la venda d'aquest producte a l'Índia. Després de la seva campanya en aquesta ONG, va participar en la Fashion Week de Nova York l'any 2016.

## Biografia
Qureshi va néixer a Mumbai (Índia), el 1996, i és la menor de set germans. Filla d'un taxista, va estudiar a l'escola pública i va examinar-se dels exàmens finals a l'estat d'Uttar Pradesh.
Als disset anys, al maig de 2014, l'exmarit de la seva germana Gulshan la va atacar amb àcid, desfigurant-li la cara. Després de diverses operacions, va caure en una depressió en veure el seu rostre, es va tancar a casa i fins i tot afirma haver tingut idees de suïcidi.
La seva situació va millorar quan va conèixer Ria Sharma, fundadora de Make Love Not Scars, ONG dedicada a ajudar a les víctimes per àcid. Va ser la cara de la seva campanya i va gravar nombrosos vídeos en els quals explica que és més fàcil aconseguir àcid i llançar-lo sobre algú que trobar el pintallavis perfecte.
L'any 2016 va ser convidada a desfilar en la Fashion Week de Nova York per FTL Moda, una marca que lluita des de fa anys contra els estereotips a les passarel·les de moda. Des de llavors, la seva història s'ha tornat viral i milers de persones han signat la petició de l'ONG.

## Atac

### Desenvolupament
Un any abans de l'atac, la germana gran de Qureshi, Gulshan, havia deixat el seu marit per violència de gènere i havia marxat de la casa que compartien, emportant-se a la seva filla de dos anys. El seu marit es va negar a lliurar-li la custòdia del seu fill gran i Gulshan l'havia denunciat per segrest.
El 19 de maig de 2014, Qureshi i la seva germana van agafar el tren cap a Allahabad a l'estat d'Uttar Pradesh per fer l'examen d'Alim, un curs basat en la comprensió de l'Alcorà. L'exmarit de Gulshan i tres homes més les van atacar. Quan la germana gran va reconèixer l'ampolla que portaven, immediatament va intentar agafar el recipient a la seva exparella, esquitxant-se les mans i l'esquena amb àcid. No obstant això, els homes van perseguir Reshma i van abocar les restes de líquid a la seva cara.
Va ser traslladada a l'hospital, però no va rebre un tractament complet a causa de l'elevada quantitat de diners que havia de pagar.

### Recuperació
La cirurgia per reconstruir el teixit facial té un cost molt elevat a l'Índia, malgrat que aquests atacs són comuns i afecten a moltes dones del país. El 2016, la família de Qureshi ja havia invertit 500.000 rupies (6.500 euros) i calculava una despesa restant del voltant 1.000.000 a 1.200.000 rupies (13.000-16.000 euros). Tot i que en alguns casos el govern paga part del tractament, aquest no va ser el cas de Qureshi que va haver de recórrer a donacions online per reunir els diners necessaris.
Reshma va poder fer-se la cirurgia que necessitava (reparar els músculs al voltant de la boca), però va perdre l'ull esquerre, el dret el té parcialment tancat i pateix infeccions constants. Les cicatrius del seu rostre no arribaran mai a desaparèixer del tot.

## Activisme

### Make Love Not Scars
L'ONG Make Love Not Scars pretén limitar la venda d'àcid (actualment es pot aconseguir en qualsevol supermercat i el seu preu, segons diu la pròpia Qureshi, és el mateix o menys que un pintallavis) i aplicar penes més dures als que l'utilitzin per agredir altres persones.
Reshma va entrar a l'ONG gràcies a la seva fundadora, Ria Sharma, que té com a funció principal ajudar a les víctimes per àcid a tornar a inserir-se en la vida social. Sharma va ser un gran suport per ella i la va ajudar a superar la depressió en què va caure després de l'atac.
Qureshi va començar a col·laborar activament dins de l'ONG i va ser la cara d'una campanya que va durar mesos. Va protagonitzar una sèrie de vídeos titulats: Beauty tips by Reshma (consells de bellesa de Reshma), imitant els nombrosos tutorials de bellesa i recordant com de fàcil és llançar àcid contra algú. Aquests vídeos es van fer virals i el 2016 FTL Moda la va convidar a participar en la Fashion Week de Nova York.

### Fashion Week de Nova York
FTL Moda, una marca que aposta per renovar el concepte de bellesa, va convidar Reshma a desfilar en la Fashion Week de Nova York, vestida per la modista Archana Kochhar, també de l'Índia.
La seva desfilada va ser un èxit i va mostrar al món un problema molt estès a Índia.